# Marcus Antonius Antyllus

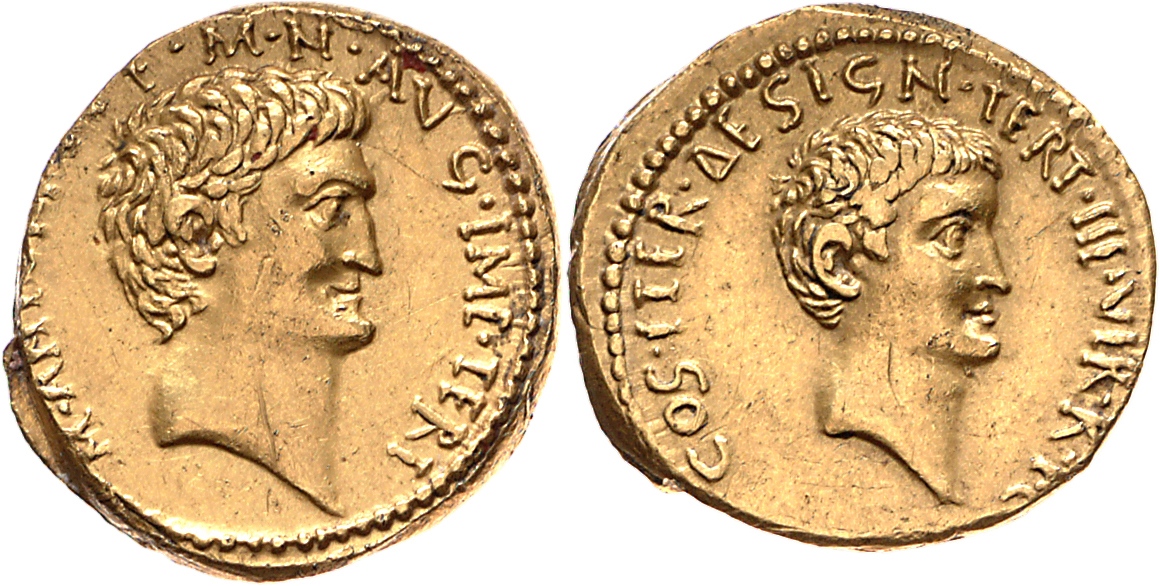
Marcus Antonius iunior (rechts) und sein Vater (links) auf einem Goldstück (34 v. Chr.)

Marcus Antonius Antyllus (auch Marcus Antonius iunior; * 47 v. Chr. in Rom; † 30 v. Chr.) war der ältere Sohn des römischen Triumvirn Marcus Antonius und dessen dritter Ehefrau Fulvia. Sein griechischer Beiname Antyllus bedeutet kleiner Antonius.
Nach dem Tod seiner Mutter im griechischen Exil in Sikyon 40 v. Chr. wuchsen Antyllus und sein Bruder Iullus Antonius bei ihrer Stiefmutter Octavia, der Schwester des Octavian, in Athen auf. Schon mit zehn Jahren wurde Antyllus mit Iulia, der zweijährigen Tochter Octavians, verlobt.
Seit 36 v. Chr. begleitete er seinen Vater auf dessen Feldzügen und nach Ägypten, während Iullus und die Halbschwestern Antonia die Ältere und Antonia die Jüngere bei Octavia blieben. In Ägypten war Antonius eine Beziehung mit  Kleopatra eingegangen, die er kurz vor der Geburt der Zwillinge Alexander Helios und Kleopatra Selene wegen der Eheschließung mit Octavia 40 v. Chr. abgebrochen hatte. Als er die Beziehung wieder aufnahm, zerbrach das Triumvirat.
Spätestens als Antonius 32 v. Chr. zum Staatsfeind erklärt wurde, wurde Antyllus’ Verlobung mit Iulia aufgelöst. Er blieb bei seinem Vater in Alexandria. Plutarch beschrieb ihn als großzügig.
Nach der Niederlage von Antonius und Kleopatra in der Schlacht bei Actium (31 v. Chr.) und der Rückkehr des Paares nach Alexandria wurden den Ägyptern, angeblich um sie in dem schon aussichtslosen Kampf gegen Octavian zu ermutigen, die Jugendlichen Antyllus und Caesarion als Führer vorgestellt. Anlässlich der Verleihung der toga virilis für Antyllus wurde ein großes Fest gegeben. Unterdessen besetzte Octavian Ägypten. Daraufhin sandte Antonius seinen Sohn mit einer Gesandtschaft und einer Menge Geld zu Friedensverhandlungen zu Octavian. Octavian behielt zwar das Geld, schickte Antyllus aber ohne Antwort zurück.
Antonius und Kleopatra begingen schließlich Selbstmord. Antyllus floh zum Tempel des Divus Iulius, wurde jedoch von seinem Tutor Theodorus verraten; Octavian ließ ihn als einziges von Antonius’ Kindern hinrichten.